# Acanthoaxis wirtzi
Acanthoaxis wirtzi is een zachte koraalsoort uit de familie Acanthoaxiidae. De koraalsoort komt uit het geslacht Acanthoaxis. Acanthoaxis wirtzi werd in 2010 voor het eerst wetenschappelijk beschreven door Van Ofwegen & McFadden. 